# José Gregorio Monagas
José Gregorio Monagas (Aragua de Barcelona, 4 maggio 1795 – Maracaibo, 15 luglio 1858) è stato un politico venezuelano, presidente del Venezuela dal 5 febbraio 1851 al 20 gennaio 1855 e fratello di José Tadeo Monagas.

## Biografia

### Giovinezza e carriera militare
Iniziò la sua carriera militare molto presto, nel 1813, insieme a suo fratello José Tadeo.
Durante la guerra d'indipendenza venezuelana, Monagas partecipò ad alcune campagne militari importanti contro i monarchici spagnoli Domingo de Monteverde e José Tomás Boves. Per via della sua partecipazione coraggiosa alla Battaglia di Carabobo, Simón Bolívar lo soprannominò la prima lancia dell'Oriente.

### Il Monagato (dinastia Monagas)
Sostenne con le armi il governo di suo fratello José Tadeo a cui si oppose, a causa degli eventi del 1848, José Antonio Páez. Quando José Tadeo Monagas terminò il suo mandato José Gregorio Monagas gli succedette come Presidente del Venezuela nel 1851. Durante la sua presidenza Monagas proclamò il Venezuela una nazione libera dalla schiavitù in un editto approvato il 24 marzo 1854. Questa decisione fu una delle cause principali dello scoppio della guerra federale. Nel 1855 a José Gregorio Monagas gli succedette di nuovo il fratello José Tadeo.
Il regno di José Gregorio Monagas e di suo fratello José Tadeo Monagas (1847-1858) viene comunemente chiamato dinastia Monagas o Monagato.

### Ultimi anni
Nel 1858 Monagas venne catturato a Barcelona dal generale Justo Briceño. Venne poi mandato al castello di San Carlos in Zulia. A luglio il governatore di Zulia José Serrano ordinò che venisse trasferito a Maracaibo dove morì il 15 luglio 1858.